# Xã Nilwood, Quận Macoupin, Illinois
Xã Nilwood (tiếng Anh: Nilwood Township) là một xã thuộc quận Macoupin, tiểu bang Illinois, Hoa Kỳ. Năm 2010, dân số của xã này là 637 người.